# Буттенгайм
Буттенгайм (нім. Buttenheim) — громада в Німеччині, розташована в землі Баварія. Підпорядковується адміністративному округу Верхня Франконія. Входить до складу району Бамберг.
Площа — 30,03 км2. Населення становить 3616 ос. (станом на 31 грудня 2020).

## Географії

### Адміністративний поділ
Громада  складається з 10 районів:
- Буттенгайм
- Дройшендорф
- Франкендорф
- Гунцендорф
- Гохзталь
- Кельберберг
- Кечендорф
- Зенфтенберг
- Штаккендорф
- Тіфенгехштадт